# 水島新司の大甲子園
『水島新司の大甲子園』（みずしましんじのだいこうしえん）は、1990年10月26日にカプコンから発売されたファミリーコンピュータ用の野球シミュレーションゲーム。
水島新司の野球漫画『ドカベン』（1972年 - 1981年）から『大甲子園』（1983年 - 1987年）までのストーリーを忠実に再現し、明訓高校を使用して勝ち進むシミュレーション野球ゲームである。

## ゲーム内容

### システム
- タイトルは『大甲子園』であるが、ストーリーは山田太郎らが1年生時から始まる。
- 対戦も可能。パスワードによって使用できるチームが増えて行く。
- ゲームシステムは投手が球種、5×5の25マス(ストライクゾーンは3×3の9マス)の投球コースを選択し、それに対して打者がミートゾーンと予測球速（おそい、ふつう、速い、超速の4段階）を選ぶ。これを1球ずつ行う。読みが完璧に当たればヒット・ホームランが出やすく、読みが外れると空振り・凡打が出やすい。ミートゾーンの範囲は各選手ごとに異なり、選手ごとにヒットになりやすい得意コースがある(例として岩鬼正美の場合、ミートゾーンは1マス分、得意コースはボールゾーンすべて、山田の場合はミートゾーンは縦3マス×横2マス分、得意コースはストライクゾーンすべてなど)。盗塁、バント機能も有。投手が三振を奪うとPOWが1ゲージ追加され、各選手に振り分けることで必殺打法や必殺投球が使用可能となる。原則コマンドの入力時間の制限はないが、打球がフェアゾーンに飛んだ場合の守備(送球)のみリアルタイムのコマンド選択で行う。

### 投球球種
ストレート
1は「速い」、2は「ふつう」、3は「おそい」。必殺投球に「超速球」、「剛速球」を持っている選手もいる。
カーブ
球速は「おそい」。投手から視て内側に孤を描く様に落ちる。左右投手によって曲がる方向が違う。1と2で落差が違う。3は必殺投球扱いとなる。
スライダー
球速は「速い」。投手から視て内側に1マス垂直に曲がる。
シュート
球速は「速い」。投手から視て外側に垂直に曲がる。1と2で曲がり方が違う。
シンカー（スクリュウ）
球速は「ふつう」。投手から視て外側に孤を描く様に落ちる。左右投手によって曲がる方向が違う。1と2で曲がり方が違う。左投手の場合はスクリューボールとなる。
フォーク
球速は「速い」。垂直に落ちる。1と2で落ち方が違う。「超フォーク」は必殺投球で投げれるのは緒方勉だけである。
ライザー
球速は「ふつう」。1マス上にホップする。アンダースロー投手の持ち球にされていることが多い。
パーム
球速は「ふつう」。2マス垂直おちる。
ナックル
球速は「おそい」。1マス落ちる。

### 走力ランク
A
2塁へ単独盗塁可能。内野安打も成功する場合あり。
B
送りバントでは確実に進塁出来るレベル。エラーにより出塁出来る可能性も高い。
C
送りバントでは2塁進塁は可能。バントによる3塁進塁、エラーによる出塁の可能性は低い。
D
最低ランクでかなりの鈍足。送りバントはまず成功しない。場合に寄ってライトゴロも有り得る。

## 設定

### 原作と相違する点
- 土井垣将は監督として名前だけが登場し選手としては登場しない。オーダーは山田達が1年生の秋季大会時からのオーダーで始まる。したがって微笑三太郎は最初から登場している。
- 最後の夏の甲子園大会の決勝は青田高校であり、紫義塾高校は登場しない。他にも若干、原作のストーリーと異なる組み合わせもある。また、ブルートレイン学園など一部登場しない学校もある。
- ゲームのストーリー上、必勝が義務付けられ、原作の様に弁慶高校に負けるシナリオはない。
- 香車の負傷はなし。渚は控えのままである。
- 特別試合として最後に藤村甲子園時代の『南波OB』と水原勇気時代の東京メッツと対戦する。

### 主な選手の必殺技
※POWの1ゲージが必要。相手COMは無限。他の凡庸選手には「フルスイング」が付属されている。

#### 『ドカベン』より
明訓高校
山田太郎
ごう打・・・相手選手のグラブをも弾き飛ばす打球。守備のPOWで防ぐことは出来るが捕球は不能。ホームラン率が高い。
※走力はDで最低ランクである。「超速」反応可能。
岩鬼正美
ごう打・・・山田と同じであるが、岩鬼には原作と同じく「悪球打ち」が機能する。ミートゾーンが1マスしかない選手。
剛速球・・・球速は「超速」クラス。これも原作と同じくノーコンが作用する。ただしストライクゾーンに収めることは可能。他の投手はコントロール可能。
※走力はB。「超速」反応可能。
殿馬一人
白鳥の湖・・・回転しながらスイングする秘打。長打力がある。
黒田節・・・バットの先端打つ秘打。成功するとファウル以外は必ず出塁出来る。
神打・・・ボールにスライスをかける秘打。相手守備のPOW使用で捕球される可能性もある。
※走力はB。「超速」反応可能。
里中智
さとるボール・・・原作のシンカー系とは違いカーブ方向に落ちる。球速は「速い」。
※走力はBだが原作と同じくブランクのために3年生時にCに落ちる。「超速」反応不可。しかし、3年生時には3番に抜擢されミートゾーンも増す。
白新高校
不知火守
超速球・・・「超速」クラス。他の選手も同じ。
超スロー・・・「おそい」クラス。2年生時から使用してくる。
※走力はA。「超速」反応不可。
東海高校
雲竜大五郎
ごう打
超速球
※走力はD。「超速」反応可能。原作と同じく山田へのワンポイントリリーフとしてマウンドに上がる。
通天閣高校
坂田三吉
通天閣打法・・・原作と同じく高いフライ打法。成功すると3塁打になるが稀に捕球出来る時がある。
超速球
※走力はA。「超速」反応可能。
土佐丸高校
犬飼小次郎
超速球
※走力はA。「超速」反応不可。犬飼3兄弟の長男。途中から卒業して登場しない。
犬飼武蔵
ごう打
※走力はD。「超速」反応可能。犬飼3兄弟の次男。投手も出来るが必殺投球はない。
犬神了
うでのびる・・・球速は「速い」。
うでちぢむ・・・球速は「おそい」。
※走力はB。「超速」反応可能。犬飼小次郎と入れ替えで途中から登場する。
いわき東高校
緒方勉
超フォーク・・・「フォーク2」より強化されたフォークボール。
※走力はB。「超速」反応不可。
横浜学院
土門剛介
剛速球
※走力はA。「超速」反応可能。
甲府学院
賀間剛介
砲丸なげ・・・球速は「おそい」。
※走力はB。「超速」反応可能。
クリーンハイスクール
影丸隼人
背負い投げ・・・球速は「超速」。
※走力はA。「超速」反応可能。
赤城山高校
木下次郎
右投げ・・・球速は「速い」。
左投げ・・・球速は「おそい」。
※走力はC。「超速」反応不可。原作と同じく山田へのワンポイントリリーフとしてマウンドに上がる。
弁慶高校
武蔵坊数馬
ごう打
※走力はB。「超速」反応可能。

#### 『大甲子園』より
室戸学習塾高校
犬飼知三郎
カーブ3・・・「カーブ2」より強化されたカーブボール。
※走力はA。「超速」反応可能。犬飼3兄弟の3男。

#### 『ダントツ』より
光高校
荒木新太郎
右投げ・・・球速は「速い」。
左投げ・・・球速は「おそい」。
※走力はB。「超速」反応可能。

#### 『一球さん』より
巨人学園
真田一球
超速球
ごう打
※走力はA。「超速」反応可能。里中への「影武者作戦」のため、フォームはアンダースロー。球種も「超速球」と「さとるボール」以外は里中と同じ。

#### 『球道くん』より
青田高校
中西球道
剛速球
※走力はA。「超速」反応可能。

#### 『男どアホウ甲子園』より
南波OB
藤村甲子園
剛速球
※走力はA。「超速」反応可能。原作と同じく「ライザー」以外の変化球は投げない。

#### 『野球狂の詩』より
東京メッツ
水原勇気
カーブ3
ドリーム・・・「ドリームボール」のこと。上下に変化する球。
※走力はB。「超速」反応不可。

## 評価
ゲーム誌『ファミコン通信』のクロスレビューでは合計27点（満40点）、『ファミリーコンピュータMagazine』の読者投票による「ゲーム通信簿」での評価は以下の通り21.09点（満30点）となっている。また、同雑誌1991年5月10日号特別付録の「ファミコンロムカセット オールカタログ」では「水島新司の描くキャラクタが総出演するというファンには涙モノの野球シミュレーションゲーム」と紹介されている。
| 項目 | キャラクタ | 音楽 | 操作性 | 熱中度 | お買得度 | オリジナリティ | 総合  |
| 得点 | 3.96       | 3.37 | 3.29   | 3.53   | 3.22     | 3.72           | 21.09 |